# Glypta plana
Glypta plana är en stekelart som beskrevs av Dasch 1988. Glypta plana ingår i släktet Glypta och familjen brokparasitsteklar. Inga underarter finns listade i Catalogue of Life.